# Guardias Esquife de Jabba
Esta "organización" era la que se encargaba de proteger a Jabba el Hutt, cuando este salía de paseo, a atender ejecuciones o negocios. Era rica en varias especies Alienígenas como Klatooinians, Humanos, Niktos, Weequays entre otras. Barada fue el jefe de la escolta de Esquifes que acompañaron a Jabba en su último viaje a través del mar de dunas. También estaba: Pote Snitkin, Gailid, Kithaba, Vizam, Nysad, Wooof, Vedain, Klaatu y un par de humanos.
La Guardia Esquife, era la contraparte a quienes protegían el palacio en Tatooine. Estos eran unos enormes guardias Gamorrean, que portando hachas y lanzas daban una muy tosca protección a las murallas del palacio. 
- Datos: Q5390546